# Kanton Villeurbanne-Nord
Der Kanton Villeurbanne-Nord war bis 2015 ein französischer Kanton im Arrondissement Lyon und in der Region Rhône-Alpes. Er gehörte ursprünglich zum Département Rhône und umfasste den nördlichen Teil der Stadt Villeurbanne. Der Kanton wurde abgeschafft, als auf seinem Einzugsgebiet die Métropole de Lyon das Département Rhône als übergeordnete Gebietskörperschaft zum Jahreswechsel 2014/2015 ablöste und die Kantone ihre Funktion als Wahlkreise verloren. Sein letzter Vertreter im conseil général des Départements war Gilbert Devinaz (PS), er folgte Bernard Rivalta (ebenfalls PS, Amtszeit 1979–2011) nach.